# Action (película de 1921)
Action fue una película wéstern muda estadounidense de 1921 dirigida por John Ford y protagonizada por Hoot Gibson, hoy perdida.
Según informes de periódicos de la época, Action se basó en la novela de J. Allan Dunn, The Mascotte of the Three Star, que había aparecido como novela principal en la revista pulp Short Stories en febrero de 1921.

## Elenco
- Hoot Gibson como Sandy Brouke
- Francis Ford como Soda Water Manning
- J. Farrell MacDonald como Mormon Peters
- Buck Connors como Pat Casey
- Clara Horton como Molly Casey
- William Robert Daly como J. Plimsoll
- Dorothea Wolbert como Mirandy Meekin
- Byron Munson como Henry Meekin
- Charles Newton como el sheriff Dipple
- Jim Corey como Sam Waters